# آوتیک بورنازیان
آوتیک ایگناتی بورنازیان (ارمنی: Ավետիք Իգնատի Բուռնազյան؛  زادهٔ ۷ آوریل ۱۹۰۶ - درگذشته ۲۵ اکتبر ۱۹۸۱) پزشک، سیاستمدار و فرد نظامی اهل ارمنستان بود.

## زندگی‌نامه
وی در ۲۰ آوریل [سبک قدیمی: ۷ آوریل] ۱۹۰۶ در نور بایزید به دنیا آمد و از آکادمی پزشکی نظامی اس‌ام کیروف (۱۹۳۰) و آکادمی نظامی فرونزه (۱۹۳۵) فارغ‌التحصیل گشت -->. همچنین برندهٔ جوایزی همچون قهرمان کار سوسیالیست (۱۹۷۶)، نشان لنین (۱۹۴۵; ۱۹۴۹; ۱۹۵۳; ۱۹۶۶; ۱۹۷۶)، نشان انقلاب اکتبر (۱۹۷۱)، نشان پرچم سرخ کار (۱۹۵۱; ۱۹۵۶; ۱۹۷۴)، نشان پرچم سرخ (۱۹۴۳; ۱۹۴۵; ۱۹۴۹)، نشان جنگ میهنی (درجه یک) (۱۹۴۴)، نشان ستاره سرخ (۱۹۴۴)، نشان برجسته افتخار (۱۹۶۶)، مدال شجاعت کار (۱۹۶۱)، مدال به خاطر پیروزی مقابل آلمان در جنگ بزرگ میهنی (۱۹۴۵–۱۹۴۱) ()، جایزه دولتی اتحاد شوروی (۱۹۵۳)، جایزه لنین و مدال به مناسبت یکصدمین سالگرد تولد ولادیمیر ایلیچ لنین شده است. وی در ۲۵ اکتبر ۱۹۸۱ در ۷۵ سن سالگی در مسکو درگذشت و در گورستان کونتسفو به خاک سپرده شد.

## یادداشت
1. ↑  Նոր Բայազետ
2. ↑  Կունցևսկոե գերեզմանատուն
3. ↑  բժշկական գիտությունների թեկնածու
4. ↑  Ս. Մ. Կիրովի անվան ռազմական բժշկական ակադեմիա